# 1948 у кіно

## Фільми

### Світове кіно
- «Мотузка» / Rope, США (реж. Альфред Хічкок)
- «Гамлет» / Hamlet, Велика Британія (реж. Лоуренс Олів'є)
- «Кі-Ларго» / Key Largo, США (реж. Джон Х'юстон)
- «Червона ріка» / Red River, США (реж. Говард Хоукс)
- «Круїз для невідомого» / Croisière pour l'inconnu, Франція (реж. П'єр Монтазель)
- «Музика в темряві» / Musik i mörker, Швеція (реж. Інгмар Бергман)
- «Оголене місто» /The Naked City, США (реж. Жуль Дассен)
- «Повалений ідол» / The Fallen Idol, Велика Британія (реж. Керол Рід)
- «Лист незнайомки» / Letter From An Unknown Woman, США (реж. Макс Офюльс)
- «Останній етап» / Ostatni etap, Польща (реж. Ванда Якубовська)
- «Викрадачі велосипедів» / Ladri di biciclette, Італія (реж. Вітторіо Де Сіка)
- «Пригоди дона Жуана» / Adventures Of Don Juan, США (реж. Вінсент Шерман)
- «П'яний янгол» / 酔いどれ 天使, Японія (реж. Акіра Куросава)
- «Сила зла» / Force of Evil, США (реж. Абрахам Полонський)
- «Скарби Сьєрра-Мадре» / The Treasure of the Sierra Madre, США (реж. Джон Х'юстон)
- «Три мушкетери» / The Three Musketeers, США (реж. Джордж Сідней)

### Радянське кіно
- «Кето і Коте», (реж. Вахтанг Табліашвілі та Шалва Гедеванішвілі)
- «Мічурін», (реж. Олександр Довженко)
- «Молода гвардія», (реж. Сергій Герасимов)
- «Першокласниця», (реж. Ілля Фрез)
- «Повість про справжню людину», (реж. Олександр Столпер)

## Персоналії

### Народилися
- 7 січня — Гвоздікова Наталія Федорівна, радянська і російська акторка.
- 11 січня — Франческа Ло Ск'яво, італійська художниця кіно, декораторка; триразова лауреатка кінопремії «Оскар».
- 5 лютого:
  - Барбара Герші, американська акторка.
  - Том Вілкінсон, британський актор театру та кіно.
- 29 лютого — Янті Сомер[fi], фінська кіноакторка.
- 14 березня — Джим Гоберман, американський кінокритик.
- 27 березня — Жарков Олексій Дмитрович, радянський і російський актор театру, кіно і дубляжу (пом. 2016).
- 28 березня — Даян Віст, американська акторка.
- 3 квітня — Носик Володимир Бенедиктович, російський актор.
- 18 квітня — Режис Варньє, французький кінорежисер, сценарист в продюсер.
- 21 квітня — Клер Дені, французька кінорежисерка, сценаристка.
- 29 квітня — Митрушина Тетяна Георгіївна, радянська, українська і російська акторка.
- 21 травня — Джонатан Гайд, британський театральний актор та кіноактор австралійського походження.
- 1 червня:
  - Пауерс Бут, американський актор (пом. 2017).
  - Марченкова Наталя Семенівна, радянська та українська художниця, режисерка-мультиплікаторка.
- 26 червня — Дрожжина Наталія Георгіївна, радянська і російська акторка театру і кіно.
- 28 червня — Кеті Бейтс, американська акторка.
- 6 липня:
  - Наталі Бай, французька акторка.
  - Андре Маркон, французький актор.
- 1 серпня — Івар Калниньш, радянський і латиський актор.
- 18 серпня — Демич Юрій Олександрович, радянський російський актор театру, кіно, озвучування (пом. 1990).
- 28 серпня — Гундарева Наталія Георгіївна, радянська і російська акторка театру і кіно.
- 4 вересня — Майкл Берріман, американський актор.
- 5 вересня — Вайва Майнеліте, радянська та литовська акторка.
- 10 вересня — Костолевський Ігор Матвійович, радянський і російський актор театру і кіно.
- 26 вересня — Фрадис Анатолій Адольфович, радянський актор, американський режисер і продюсер.
- 8 жовтня — Клод Жад, французька акторка (пом. 2006).
- 12 жовтня:
  - Титов Михайло Мойсейович, радянський і український режисер-мультиплікатор, художник.
  - Панченко Віктор Іванович, радянський український актор.
- 17 жовтня — Марго Кіддер, канадсько-американська акторка.
- 19 жовтня — Жерегі Валерій Ісаєвич, молдовський кінорежисер і сценарист.
- 25 жовтня — Гаврилюк Іван Ярославович, український політик і кіноактор.
- 29 жовтня — Драпеко Олена Григорівна, російська акторка.
- 9 листопада — Білле Ауґуст, данський кінорежисер, сценарист і кінооператор.
- 22 листопада — Маргарет Марков[en], американська кіноакторка.
- 16 грудня — Ніколаєв Юрій Олександрович, радянський і російський теле — і радіоведучий, актор.
- 20 грудня — Оркідеа Де Сантіс, італійська акторка кіно, театру та телебачення, еротична модель і радіоведуча.
- 27 грудня — Жерар Депардьє, французький актор.

### Померли
- 11 лютого — Ейзенштейн Сергій Михайлович, радянський режисер, сценарист, теоретик кіно і педагог.
- 29 травня — Мей Вітті, британська акторка.
- 23 липня — Девід Ворк Ґріффіт, американський кінорежисер.
- 9 вересня — Лайош Біро, угорський романіст, драматург і сценарист.
- 13 вересня — Пауль Вегенер, німецький актор і режисер, один з основоположників кіноекспресіонізму.
- 20 вересня — Лео Вайт, американський актор театру і кіно.
- 24 вересня — Воррен Вільям, американський актор театру і кіно.
- 28 вересня — Грегг Толанд, американський кінооператор.
- 14 жовтня — Ермете Дзаконі, італійський актор театру і кіно.
- 9 листопада — Едгар Кеннеді, американський кіноактор та кінорежисер.
- 11 листопада — Фред Нібло, американський актор і режисер.
- 19 грудня — Уманський Моріц Борисович, український радянський художник театру і кіно.